# Popularen
Als Popularen (lat. popularis „volksfreundlich, populär“) wurden, in Abgrenzung zu den Optimaten, in der späten Römischen Republik jene Politiker bezeichnet, die sich auf die Volksversammlung stützten und damit teils auf den Willen des Volkes beriefen. Die führenden Popularen gehörten in der Regel‚ genau wie die Optimaten, der Nobilität an. Sie waren keine Partei im heutigen Sinne, vielmehr verband sie eine bestimmte Methode, Politik zu machen.

## Entstehung
Die Bezeichnung Popularen taucht in den Quellen zuerst in Bezug auf die Zeit der Gracchischen Reformen ab 133 v. Chr. auf; ab wann sie gebräuchlich war, ist aber unklar. Sie findet sich unter anderem bei Cicero und Tacitus und bedeutet dort sowohl populär als auch volksfreundlich und demagogisch. Cicero, der selbst zu den Optimaten zählte, zeichnet die Vorgehensweise der Popularen dabei durchweg negativ. Seine Ablehnung resultierte daraus, dass von ihnen dem Volk augenscheinlich mehr Einfluss zugestanden wurde, als ihm nach der alten Ordnung, dem mos maiorum, zukam, demzufolge die eigentliche Lenkung des Staates bei der im Senat versammelten Elite lag. Cicero war ein typischer Vertreter des römischen Systems, der von politischen Ambitionen geprägt war und sich einer Gruppe, nämlich den Optimaten, verbunden fühlte, da er als homo novus mit Hilfe mächtiger optimatischer Senatoren den Aufstieg bis zum Konsulat geschafft hatte und nun die Werte seiner Förderer, den Einfluss des Senats und den Fortbestand der alten res publica hochzuhalten suchte. Er sah daher jene Senatoren, die sich der popularen Methode bedienten und sich an das Volk wandten, um gegen die Senatsmehrheit Politik zu betreiben, als rücksichtslose Ehrgeizlinge, die den Konsens der Führungsschicht ihrem eigenen Vorteil opferten.

## Politische Ausrichtung
Bei den Popularen handelte es sich um eine nur lose Gruppierung von Politikern der späten Republik, die mit bestimmten Praktiken gegen die herrschende Senatsmehrheit operierten und sich dabei auf die Volksversammlung stützten. Dabei waren sie nicht etwa Vertreter des Volkes, sondern meist selbst Senatoren und Angehörige der Aristokratie, die sich für die Erreichung ihrer zumeist ganz eigennützigen Ziele auf das Volk stützten – was jedoch nicht ausschließt, dass das Volk davon profitierte und so die Popularen doch zu seinen Anwälten wurden. Oftmals stützten sie sich auf die Amtsgewalt der Volkstribune. Eine andere, aber im Grunde ähnliche Definition sieht als populares schlicht jene Senatoren, deren Handlungen von der aktuellen Senatsmehrheit abgelehnt wurden, weshalb sie nach anderen Wegen zur Durchsetzung ihrer Ziele suchten. Seit ca. 1965 wird oftmals von der popularen Methode gesprochen, zum einen um der Vorstellung einer Partei vorzubeugen, zum anderen um auch im Grunde nicht populare Politiker erfassen zu können, die allerdings typische populare Mittel und Gesetze einbrachten. Die Popularen standen in der Epoche der Römischen Bürgerkriege im Gegensatz zu den Optimaten, der Partei der Besten, der anderen Gruppe der Senatsaristokratie. Bemerkenswerterweise waren populare Politiker – wie die Gracchen, Marius oder Caesar – oft gerade besonders mächtig oder wohlhabend; sie gerieten genau aus diesem Grund in Konflikt mit den übrigen Senatoren und suchten darum Rückendeckung beim Volk.
Die populare Politik war im Ganzen nicht nur obstruktiv oder gar destruktiv. Die Popularen nahmen sich durchaus einiger Probleme an, die die Republik zu dieser Zeit besonders stark erschütterten. Problematisch für ihre Standesgenossen und die Majoritätsfraktion im Senat daran war letztlich genau das: Sie kündigten die bis dahin allgemein anerkannte scheinbare concordia der Senatoren auf und gingen neue, andere Wege, die mehr als skeptisch betrachtet wurden. Der Althistoriker Lukas Thommen sieht Parallelen zum Populismus des 21. Jahrhunderts, allerdings hätten die Popularen nicht wie dieser gegen soziale Randgruppen gehetzt und an niedere Instinkte appelliert.

## Bekannte Vertreter
Viele der prominentesten popularen Politiker entstammten sehr reichen und besonders angesehenen Familien; alle gehörten zur Oberschicht. Zu den bekanntesten Popularen zählen die beiden Brüder Tiberius Sempronius Gracchus und Gaius Sempronius Gracchus, Marius und schließlich Gaius Iulius Caesar, daneben Appuleius Saturninus und Cinna. Dabei verfolgten sie jedoch durchaus unterschiedliche Ziele. Während es den Gracchen nach Ansicht vieler (aber nicht aller) Forscher nicht nur um ihre Privatinteressen, sondern auch um eine echte Reform zum Wohl der Republik ging, lagen Caesar wohl nur die eigene Ehre und der eigene Machtzuwachs am Herzen. Maßnahmen zur Unterstützung der Unterschichten waren ihm nach dieser Sicht, die unter anderem bereits von Eduard Meyer (gegen Theodor Mommsen) vertreten wurde, immer nur ein Mittel zum Zweck.
Ein weiterer bekannter Vertreter der Popularen war Livius Drusus minor, der jedoch eine umstrittene Position in der Geschichte der Gruppe hat. Von den Optimaten wurde er ursprünglich zu den ihren gezählt, er nutzte jedoch, als er unter seinen Kollegen im Senat nicht genug Unterstützung fand, bei seinen Vorhaben die populare Methode, was ihn recht schnell in Gegensatz zu den Optimaten brachte. Auch die Caesarianer Marcus Antonius und Octavian lassen sich den Popularen zurechnen – letzterer setzte schließlich seinen absoluten Machtanspruch gegenüber dem Senat gewaltsam und endgültig durch, schaltete in einem Bürgerkrieg alle Rivalen aus und errichtete als Augustus die römische Monarchie (Prinzipat).